# Davy Kaye
Davy Kaye MBE  (* 25. März 1916 in London, England; † 4. Februar 1998 auf Paradise Island, Bahamas), eigentlich David Kodeish, war ein britischer Schauspieler.

## Leben
Kaye hatte 1935 sein Theaterdebüt am Mile End Empire in London. Während des Zweiten Weltkriegs trat er neben Kenneth Williams, Joyce Grenfell und Spike Milligan zur Truppenunterhaltung auf Militärstützpunkten auf. Ab 1941 wirkte er am Comedyprogramm des BBC Radio mit. Nach dem Kriegsende tourte Kaye mit seinem eigenen Revueprogramm.
1953 trat er als Benny Southstreet in der Originalproduktion von Guys and Dolls am Londoner West End auf. Zwischen 1954 und 1968 arbeitete er als festangestellter Stand-up-Comedian im Embassy Club in London. In den 1960er und 1970er Jahren trat er in zahlreichen Spielfilmproduktionen auf, darunter in zwei Filmkomödien aus der Carry-On-Filmreihe sowie in Tschitti Tschitti Bäng Bäng und Die tollkühnen Männer in ihren fliegenden Kisten. 1975 war er in vier Folgen von Rudi Carrells Fernsehshow Am laufenden Band auch im deutschen Fernsehen zu sehen.
Kaye war Mitglied der Entertainment-Wohltätigkeitsorganisation Grand Order of Water Rats (dt.: Großer Orden der Wasserratten) und wurde 1995 für seine Dienste an der Allgemeinheit mit dem britischen Verdienstorden Order of the British Empire ausgezeichnet. Sein Agent Joe Collins, Vater von Joan Collins, mit dem er über Jahrzehnte zusammenarbeitete, war zudem für Shirley Bassey, The Beatles und Tom Jones tätig.

## Filmografie (Auswahl)
- 1960: Die Millionärin (The Millionairess)
- 1962: Die Küchenbullen (The Pot Carriers)
- 1963: Gentlemenkillers (The Wrong Arm of the Law)
- 1965: Ist ja irre – der dreiste Cowboy (Carry On Cowboy)
- 1965: Die tollkühnen Männer in ihren fliegenden Kisten (Those Magnificent Men in Their Flying Machines or How I Flew from London to Paris in 25 hours 11 minutes)
- 1968: Tschitti Tschitti Bäng Bäng (Chitty Chitty Bang Bang)
- 1971: Die herrlichen sieben Todsünden (The Magnificent Seven Deadly Sins)
- 1971: Ein Streik kommt selten allein (Carry On at Your Convenience)
- 1972: Alice im Wunderland (Alice's Adventures in Wonderland)
- 1979: Der Supercoup (A Nightingale Sang in Berkeley Square)